# Goodrich (Wisconsin)
Goodrich es un pueblo ubicado en el condado de Taylor en el estado estadounidense de Wisconsin. En el Censo de 2010 tenía una población de 510 habitantes y una densidad poblacional de 5,43 personas por km².

## Geografía
Goodrich se encuentra ubicado en las coordenadas 45°9′51″N 90°6′21″O / 45.16417, -90.10583. Según la Oficina del Censo de los Estados Unidos, Goodrich tiene una superficie total de 93.96 km², de la cual 93.96 km² corresponden a tierra firme y (0%) 0 km² es agua.

## Demografía
Según el censo de 2010, había 510 personas residiendo en Goodrich. La densidad de población era de 5,43 hab./km². De los 510 habitantes, Goodrich estaba compuesto por el 100% blancos, el 0% eran afroamericanos, el 0% eran amerindios, el 0% eran asiáticos, el 0% eran isleños del Pacífico, el 0% eran de otras razas y el 0% pertenecían a dos o más razas. Del total de la población el 0.2% eran hispanos o latinos de cualquier raza.